# Dudhi
Dudhi (ook wel gespeld als Duddhi) is een nagar panchayat (plaats) in het district Sonbhadra van de Indiase staat Uttar Pradesh.

## Demografie
Volgens de Indiase volkstelling van 2001 wonen er 11.606 mensen in Dudhi, waarvan 54% mannelijk en 46% vrouwelijk is. De plaats heeft een alfabetiseringsgraad van 67%.